# Lijst van voetbalinterlands Trinidad en Tobago - Verenigde Staten
Deze lijst van voetbalinterlands is een overzicht van alle officiële voetbalwedstrijden tussen de nationale teams van Trinidad en Tobago en de Verenigde Staten. De landen speelden tot op heden 31 keer tegen elkaar. De eerste ontmoeting, een vriendschappelijke wedstrijd, werd gespeeld in Port of Spain op 21 maart 1982. Het laatste duel, een groepswedstrijd tijdens de CONCACAF Gold Cup 2025, vond plaats op 15 juni 2025 in San Jose.

## Wedstrijden
| №  | Plaats        | Datum             | Competitie                      | Wedstrijd                             | Uitslag |
| -- | ------------- | ----------------- | ------------------------------- | ------------------------------------- | ------- |
| 1  | Port of Spain | 21 maart 1982     | Vriendschappelijk               | Trinidad en Tobago – Verenigde Staten | 1 – 2   |
| 2  | Saint-Louis   | 15 mei 1985       | WK 1986 kwalificatie            | Trinidad en Tobago – Verenigde Staten | 1 – 2   |
| 3  | Torrance      | 19 mei 1985       | WK 1986 kwalificatie            | Verenigde Staten – Trinidad en Tobago | 1 – 0   |
| 4  | Torrance      | 13 mei 1989       | WK 1990 kwalificatie            | Verenigde Staten – Trinidad en Tobago | 1 – 1   |
| 5  | Port of Spain | 19 november 1989  | WK 1990 kwalificatie            | Trinidad en Tobago – Verenigde Staten | 0 – 1   |
| 6  | Charlotte     | 15 september 1990 | Vriendschappelijk               | Verenigde Staten – Trinidad en Tobago | 3 – 1   |
| 7  | Port of Spain | 18 november 1990  | Vriendschappelijk               | Trinidad en Tobago − Verenigde Staten | 0 − 0   |
| 8  | Pasadena      | 29 juni 1991      | CONCACAF Gold Cup 1991          | Verenigde Staten – Trinidad en Tobago | 2 – 1   |
| 9  | Port of Spain | 19 november 1994  | Vriendschappelijk               | Trinidad en Tobago – Verenigde Staten | 1 – 0   |
| 10 | Anaheim       | 13 januari 1996   | CONCACAF Gold Cup 1996          | Verenigde Staten – Trinidad en Tobago | 3 – 2   |
| 11 | Richmond      | 10 november 1996  | WK 1998 kwalificatie            | Verenigde Staten – Trinidad en Tobago | 2 – 0   |
| 12 | Port of Spain | 24 november 1996  | WK 1998 kwalificatie            | Trinidad en Tobago – Verenigde Staten | 0 – 1   |
| 13 | Foxborough    | 20 juni 2001      | WK 2002 kwalificatie            | Verenigde Staten – Trinidad en Tobago | 2 – 0   |
| 14 | Port of Spain | 11 november 2001  | WK 2002 kwalificatie            | Trinidad en Tobago – Verenigde Staten | 0 – 0   |
| 15 | Port of Spain | 9 februari 2005   | WK 2006 kwalificatie            | Trinidad en Tobago – Verenigde Staten | 1 – 2   |
| 16 | East Hartford | 17 augustus 2005  | WK 2006 kwalificatie            | Verenigde Staten – Trinidad en Tobago | 1 – 0   |
| 17 | Carson        | 9 juni 2007       | CONCACAF Gold Cup 2007          | Trinidad en Tobago – Verenigde Staten | 0 – 2   |
| 18 | Bridgeview    | 10 september 2008 | WK 2010 kwalificatie            | Verenigde Staten – Trinidad en Tobago | 1 – 0   |
| 19 | Port of Spain | 15 oktober 2008   | WK 2010 kwalificatie            | Trinidad en Tobago – Verenigde Staten | 2 – 1   |
| 20 | Nashville     | 1 april 2009      | WK 2010 kwalificatie            | Verenigde Staten – Trinidad en Tobago | 3 – 0   |
| 21 | Port of Spain | 9 september 2009  | WK 2010 kwalificatie            | Trinidad en Tobago – Verenigde Staten | 0 – 1   |
| 22 | Port of Spain | 17 november 2015  | WK 2018 kwalificatie            | Trinidad en Tobago − Verenigde Staten | 0 − 0   |
| 23 | Jacksonville  | 6 september 2016  | WK 2018 kwalificatie            | Verenigde Staten − Trinidad en Tobago | 4 − 0   |
| 24 | Commerce City | 8 juni 2017       | WK 2018 kwalificatie            | Verenigde Staten − Trinidad en Tobago | 2 − 0   |
| 25 | Couva         | 10 oktober 2017   | WK 2018 kwalificatie            | Trinidad en Tobago − Verenigde Staten | 2 − 1   |
| 26 | Cleveland     | 22 juni 2019      | CONCACAF Gold Cup 2019          | Verenigde Staten − Trinidad en Tobago | 6 − 0   |
| 27 | Orlando       | 31 januari 2021   | Vriendschappelijk               | Verenigde Staten − Trinidad en Tobago | 7 − 0   |
| 28 | Charlotte     | 2 juli 2023       | CONCACAF Gold Cup 2023          | Verenigde Staten − Trinidad en Tobago | 6 − 0   |
| 29 | Austin        | 16 november 2023  | CONCACAF Nations League 2023/24 | Verenigde Staten − Trinidad en Tobago | 3 − 0   |
| 30 | Port of Spain | 20 november 2023  | CONCACAF Nations League 2023/24 | Trinidad en Tobago − Verenigde Staten | 2 − 1   |
| 31 | San Jose      | 15 juni 2025      | CONCACAF Gold Cup 2025          | Verenigde Staten − Trinidad en Tobago | 5 − 0   |

## Samenvatting
| Competitie              | Totaal gespeeld | Winst Trinidad en T. | Gelijk | Winst Verenigde Staten | Doelsaldo Trinidad en T. – Verenigde Staten |
| ----------------------- | --------------- | -------------------- | ------ | ---------------------- | ------------------------------------------- |
| WK-kwalificatie         | 18              | 2                    | 3      | 13                     | 7 − 28                                      |
| CONCACAF Gold Cup       | 6               | 0                    | 0      | 6                      | 3 − 24                                      |
| CONCACAF Nations League | 2               | 1                    | 0      | 1                      | 2 − 4                                       |
| Vriendschappelijk       | 5               | 1                    | 1      | 3                      | 3 − 12                                      |
| Totaal                  | 31              | 4                    | 4      | 23                     | 15 − 68                                     |

## Details

### Achtste ontmoeting
| Vriendschappelijk (Port of Spain, Trinidad en Tobago, 18 november 1994): |       |                  |
| Trinidad en Tobago                                                       | 0 – 0 | Verenigde Staten |
|                                                                          | goals |                  |

### Tiende ontmoeting
| CONCACAF Gold Cup 1996 (Anaheim, Verenigde Staten, 13 januari 1996): |       |                                  |
| Verenigde Staten                                                     | 3 – 2 | Trinidad en Tobago               |
| Eric Wynalda 14' Eric Wynalda 33' Joe-Max Moore 53'                  | goals | 4' Arnold Dwarika 43' Evans Wise |

### Veertiende ontmoeting
| WK 2002 kwalificatie (Port of Spain, Trinidad en Tobago, 11 november 2001): |       |                  |
| Trinidad en Tobago                                                          | 0 – 0 | Verenigde Staten |
|                                                                             | goals |                  |

TTFF · A-internationals · Bondscoaches · Selecties · Statistieken · Olympisch elftal · Vrouwenelftal van Trinidad en Tobago · Trinidad U21 · Trinidad U19 · Trinidad U17
Gold Cup 1991 · 
Gold Cup 1993 · 
Gold Cup 1996 · 
Gold Cup 1998 · 
Gold Cup 2000 · 
Gold Cup 2002 · 
Gold Cup 2005 · 
Gold Cup 2007 · 
Gold Cup 2009 · 
Gold Cup 2011 · 
Gold Cup 2013
WK 2006
1934 · 
1935 · 
1936 · 
1937 · 
1938 · 
1939 · 
1940 · 
1941 · 
1942 · 
1943 · 
1944 · 
1945 · 
1946 · 
1947 · 
1948 · 
1949 · 
1950 · 
1951 · 
1952 · 
1953 · 
1954 · 
1955 · 
1956 · 
1957 · 
1958 · 
1959 · 
1960 · 
1961 · 
1962 · 
1963 · 
1964 · 
1965 · 
1966 · 
1967 · 
1968 · 
1969 · 
1970 · 
1971 · 
1972 · 
1973 · 
1974 · 
1975 · 
1976 · 
1977 · 
1978 · 
1979 · 
1980 · 
1981 · 
1982 · 
1983 · 
1984 · 
1985 · 
1986 · 
1987 · 
1988 · 
1989 · 
1990 · 
1991 · 
1992 · 
1993 · 
1994 · 
1995 · 
1996 · 
1997 · 
1998 · 
1999 · 
2000 · 
2001 · 
2002 · 
2003 · 
2004 · 
2005 · 
2006 · 
2007 · 
2008 · 
2009 · 
2010 · 
2011 · 
2012 · 
2013 · 
2014 ·
2015 ·
2016 ·
2017 ·
2018 ·
2019 ·
2020 ·
2021 ·
2022 ·
2023 ·
2024 ·
2025
Anguilla · 
Antigua en Barbuda ·
Argentinië ·
Azerbeidzjan · 
Bahama's ·
Bahrein · 
Barbados · 
Belize · 
Bermuda · 
Bolivia ·
Botswana · 
Britse Maagdeneilanden · 
Canada · 
Chili · 
China · 
Colombia · 
Costa Rica · 
Cuba · 
Curaçao · 
Dominicaanse Republiek ·
Ecuador ·
Egypte ·
El Salvador ·
Engeland ·
Estland ·
Finland ·
Ghana ·
Grenada ·
Guatemala ·
Guyana ·
Haïti ·
Honduras ·
Ierland ·
IJsland ·
India ·
Irak ·
Iran ·
Jamaica ·
Japan ·
Jordanië ·
Kaaimaneilanden · 
Kenia · 
Koeweit ·
Marokko ·
Mexico ·
Montserrat ·
Nederlandse Antillen ·
Nicaragua ·
Nieuw-Zeeland ·
Noord-Ierland ·
Noorwegen · 
Oostenrijk · 
Panama ·
Paraguay ·
Peru ·
Puerto Rico ·
Roemenië ·
Saint Kitts en Nevis ·
Saint Lucia ·
Saint Vincent en de Grenadines ·
Saoedi-Arabië · 
Schotland ·
Slovenië ·
Suriname ·
Tadzjikistan ·
Taiwan ·
Thailand ·
Tsjechië · 
Uruguay · 
Venezuela · 
Verenigde Arabische Emiraten ·
Verenigde Staten ·
Wales · 
Zuid-Afrika ·
Zuid-Korea ·
Zweden
Engeland (2006) · 
Paraguay (2006) · 
Zweden (2006)
USSF · A-internationals · Selecties · Bondscoaches · Amerikaans vrouwenelftal · Olympisch elftal · USA -21 · USA -20 · USA -19 · USA -18 · USA -17
1885 – 1919 · 
1920 – 1929 · 
1930 – 1939 · 
1940 – 1949 · 
1950 – 1959 · 
1960 – 1969 · 
1970 – 1979 · 
1980 – 1989 · 
1990 – 1999 · 
2000 – 2009 · 
2010 – 2019 ·
2020 − 2029
CA 1993 · 
CA 1995 · 
CA 2007 · 
CA 2016
CC 1992 · 
CC 1999 · 
CC 2003 · 
CC 2009
WK 1930 · 
WK 1934 · 
WK 1950 · 
WK 1990 · 
WK 1994 · 
WK 1998 · 
WK 2002 · 
WK 2006 · 
WK 2010 · 
WK 2014
OS 1904 · 
OS 1924 · 
OS 1928 · 
OS 1936 · 
OS 1948 · 
OS 1952 · 
OS 1956 · 
OS 1972 · 
OS 1984 · 
OS 1988 · 
OS 1992 · 
OS 1996 · 
OS 2000 · 
OS 2008
Algerije ·
Antigua en Barbuda ·
Argentinië ·
Armenië ·
Australië ·
Azerbeidzjan ·
Barbados ·
België ·
Belize ·
Bermuda ·
Bolivia ·
Bosnië en Herzegovina ·
Brazilië ·
Canada ·
Chili ·
China ·
Colombia ·
Costa Rica ·
Cuba ·
Curaçao ·
Denemarken ·
DDR ·
Duitsland ·
Ecuador ·
Egypte ·
El Salvador ·
Engeland ·
Estland ·
Finland ·
Frankrijk ·
Ghana ·
GOS ·
Grenada ·
Griekenland ·
Guatemala ·
Guyana ·
Haïti ·
Honduras ·
Hongarije ·
Ierland ·
IJsland ·
Iran ·
Israël ·
Italië ·
Ivoorkust ·
Jamaica ·
Japan ·
Joegoslavië ·
Kaaimaneilanden ·
Kameroen ·
Koeweit ·
Letland ·
Liechtenstein ·
Luxemburg ·
Malta ·
Marokko ·
Martinique ·
Mexico ·
Moldavië ·
Nederland ·
Nederlandse Antillen ·
Nicaragua ·
Nieuw-Zeeland ·
Nigeria ·
Noord-Ierland ·
Noord-Korea ·
Noord-Macedonië ·
Noorwegen ·
Oekraïne ·
Oezbekistan ·
Oman ·
Oostenrijk ·
Panama ·
Paraguay ·
Peru ·
Polen ·
Portugal ·
Puerto Rico ·
Qatar ·
Roemenië ·
Rusland ·
Saint Kitts en Nevis ·
Saint Vincent en de Grenadines ·
Saoedi-Arabië ·
Schotland ·
Servië ·
Slovenië ·
Slowakije ·
Sovjet-Unie ·
Spanje ·
Thailand ·
Trinidad en Tobago ·
Tsjechië ·
Tsjecho-Slowakije ·
Tunesië ·
Turkije ·
Uruguay ·
Venezuela ·
Wales ·
Zuid-Afrika ·
Zuid-Korea ·
Zweden ·
Zwitserland
Algerije (2010) ·
België (2014) ·
Brazilië (2009, 2) ·
Duitsland (2014) ·
Engeland (2010) ·
Ghana (2006) · 
Ghana (2014) · 
Italië (2006) · 
Nederland (2022) ·
Portugal (2014) ·
Slovenië (2010) ·
Tsjechië (2006)